# Istenszülő elszenderedése fatemplom (Zabola)
A zabolai Istenszülő elszenderedése fatemplom műemlékké nyilvánított épület Romániában, Kovászna megyében. A romániai műemlékek jegyzékében a  CV-II-m-A-13327 sorszámon szerepel.